# Fortezza Vecchia (Corfù)

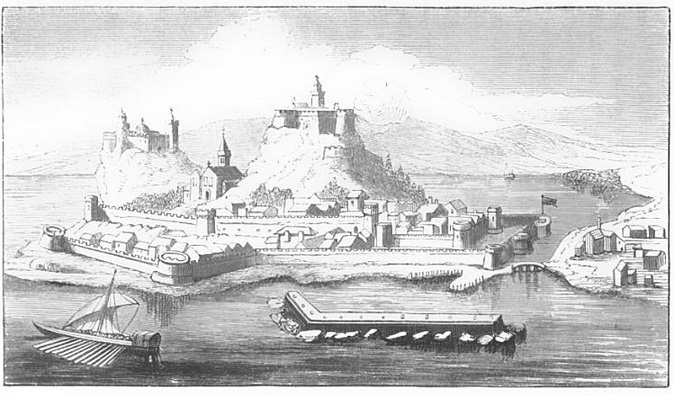
La Fortezza Vecchia nel XVI secolo da una stampa al British Museum. Davanti al castello è visibile il muro di cinta della marina. Il porto turistico è tuttora in uso

La Fortezza Vecchia (in greco Παλαιό Φρούριο?) è una fortezza veneziana sita nella città di Corfù, sul promontorio che inizialmente ospitava l'antica città formatasi in epoca bizantina.
Prima dell'era veneziana, il promontorio, che si trova tra il golfo di Kerkyra a nord e la baia di Garitsa a sud, era difeso da fortificazioni bizantine che i veneziani sostituirono in gran parte con fortificazioni di loro progettazione. Nell'ambito dei loro piani difensivi, i veneziani separarono il promontorio dal resto della città formando la Contrafossa, un fossato che è in realtà un canale marittimo che collega il golfo e la baia, rendendo la cittadella un'isola artificiale. Il forte respinse con successo tutti e tre i principali assedi ottomani: il grande assedio del 1537, l'assedio del 1571 e il secondo grande assedio di Corfù nel 1716.

## Origini

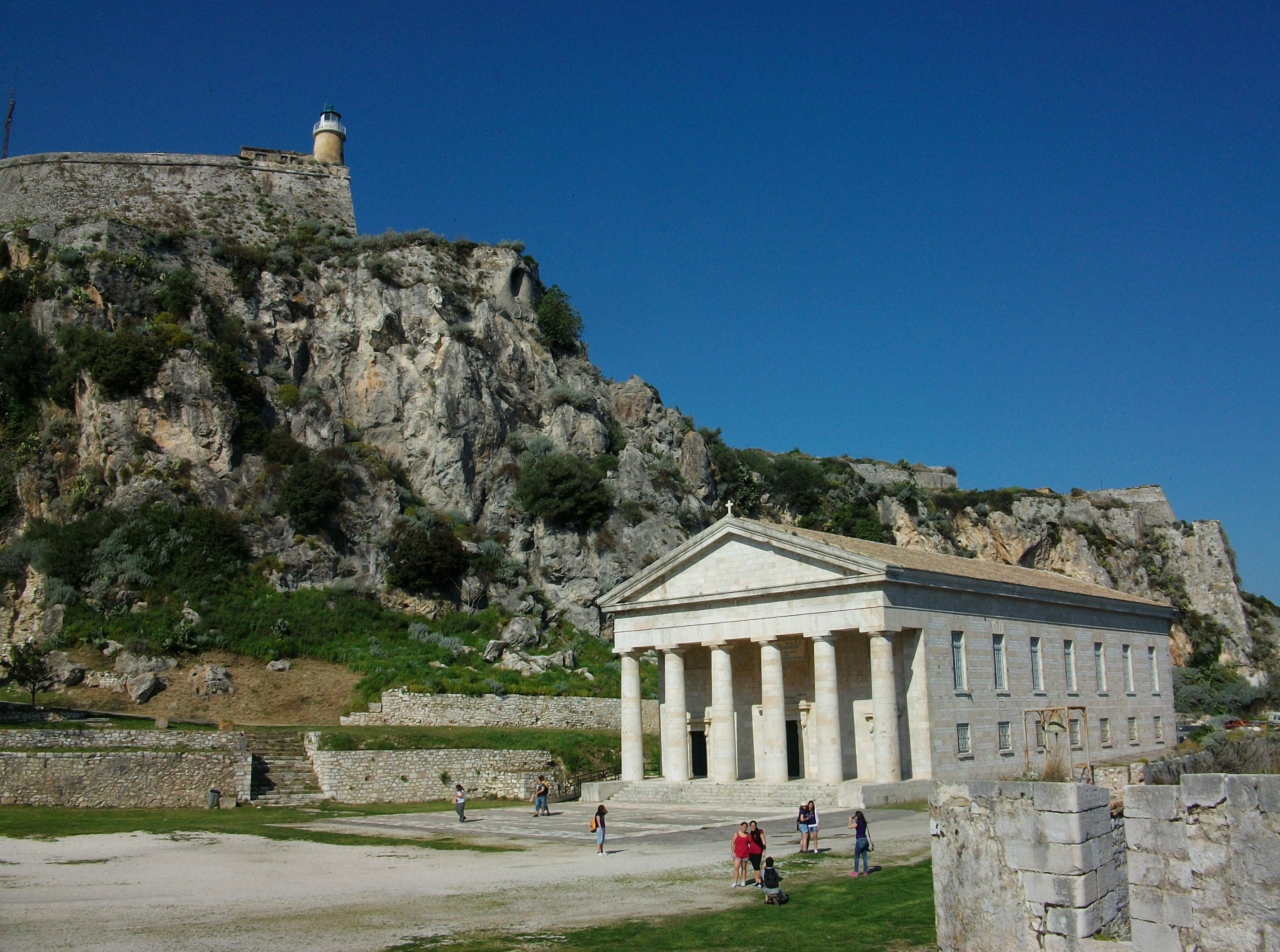
La chiesa di San Giorgio alla fortezza

La prima indicazione di fortificazioni sul sito attualmente occupato dalla Fortezza Vecchia risale al VI secolo d.C., dopo la distruzione dell'antica città di Corcyra da parte degli Ostrogoti. L'invasione gotica costrinse i corfioti a cercare rifugio all'interno delle fortificazioni sulla penisola all'estremità della città.
Dopo un periodo di cui non sono noti sviluppi politici o militari nella cittadella tra il VII e il X secolo d.C., il primo rapporto circa le fortificazioni restaurate risale all'inizio dell'XI secolo quando Anna Comnena si riferisce ad essa definendola "città fortificata di Corfù" nel suo libro Alessiade.
La cittadella è caratterizzata da due cime fortificate da robuste torri. La vetta occidentale, più alta e prossima all'abitato, fu fortificata dai Bizantini intorno al XII secolo d.C. e fu chiamata Castel a Terra dai Veneziani, che la ribattezzarono anche Castel Nuovo o "Castello Nuovo". La vetta orientale fu invece chiamata Castel a Mare o Castel Vecchio e per un certo periodo fu utilizzata anche come polveriera.

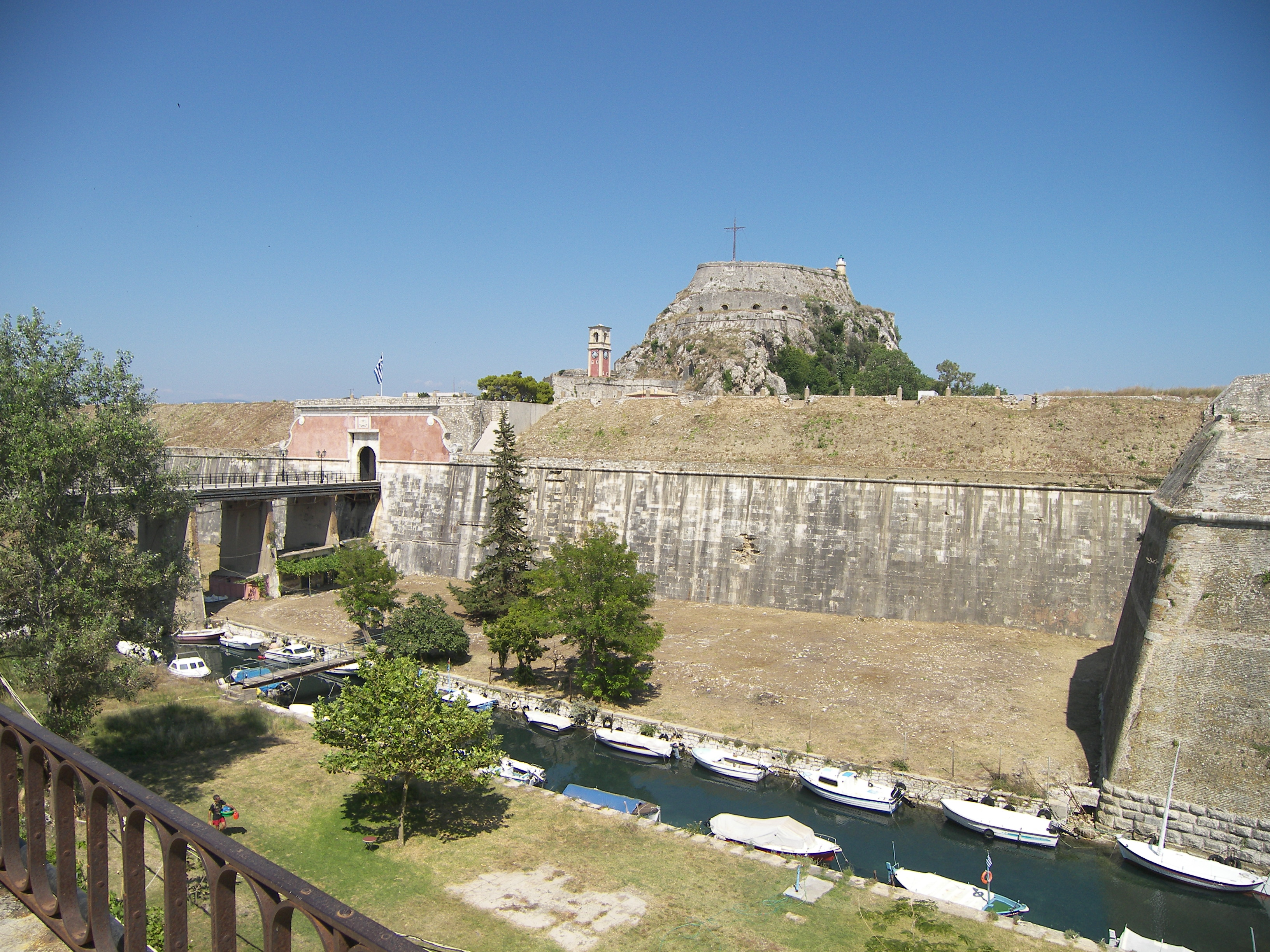
Il ponte verso la città e la Contrafossa. A est della porta principale è visibile il colle di Castel a Terra.

Dopo l'invasione gotica e fino al XIII secolo, la città medievale di Corfù si sviluppò all'interno dei confini della penisola che oggi è occupata dalla Fortezza Vecchia. All'inizio del XV secolo, i veneziani iniziarono a sostituire le antiche fortificazioni bizantine.
Dopo il primo assedio di Corfù da parte degli Ottomani nel 1537, il governatore veneziano ordinò la costruzione di nuove zone difensive incorporando nuovi bastioni e torri che esistono tutt'oggi. Gli ingegneri militari veneziani Savorgnan e Martinengo progettarono i bastioni della fortezza tra il 1545 e il 1555, considerati capolavori dell'ingegneria militare.
Come parte dei loro piani difensivi per la penisola della cittadella, i veneziani formarono la Contrafossa, un fossato che trasformò la cittadella in un'isola artificiale. Il fossato esiste ancora oggi ed è ancora noto alla gente del posto con il suo nome italiano. Fin dalla creazione della Contrafossa l'accesso alla cittadella avveniva tramite un ponte levatoio, che in epoca moderna è stato sostituito da uno permanente.

## Assedi ottomani

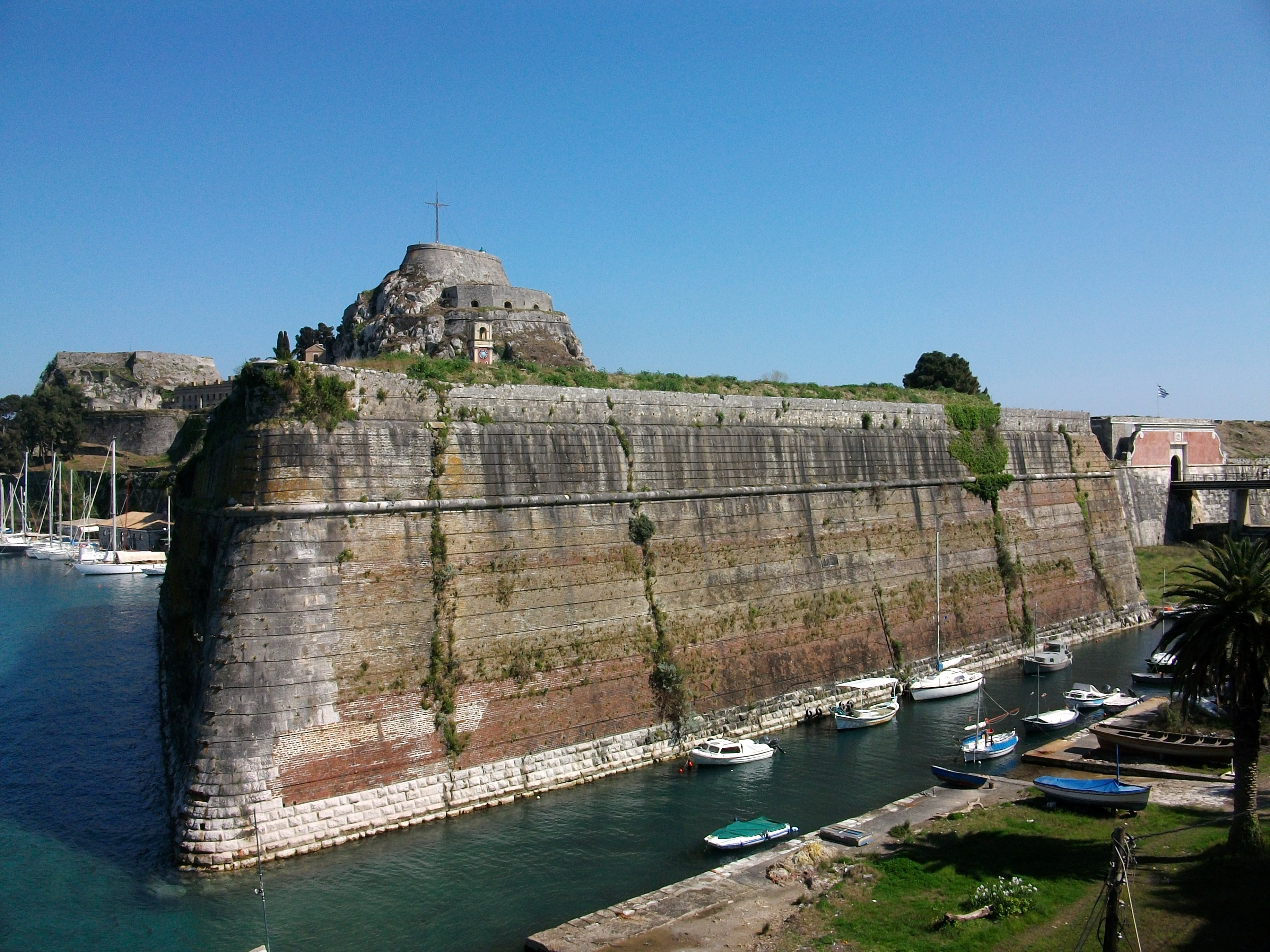
Il versante settentrionale di Contrafossa che si apre sul Golfo di Kerkyra. Il canale del mare separa la cittadella dall'isola di Corfù. Il ponte per la città è all'estrema destra. Le cime gemelle di Castel a Terra e Castel a Mare sono visibili appena sopra la Contrafossa rispettivamente a destra ea sinistra.

Il forte respinse con successo tutti e tre i principali assedi ottomani: il grande assedio del 1537, quello del 1571 e il secondo grande assedio di Corfù nel 1716.

### Assedio del 1537
Nel 1537, durante la terza guerra ottomano-veneziana, il sultano Solimano il Magnifico inviò 25.000 uomini al comando dell'ammiraglio Hayreddin Barbarossa per attaccare Corfù. Gli ottomani sbarcarono nella Baia di Govino, l'attuale Gouvia, e avanzarono verso la città di Corfù, distruggendo il villaggio di Potamos lungo il tragitto.
La Fortezza Vecchia, la sola fortificazione della città di Corfù in quel periodo, e il castello di Angelokastro erano gli unici due luoghi dell'isola non ancora caduti in mano agli invasori in quel frangente. Nelle parti indifese dell'isola, le persone furono uccise o catturate come schiave dall'esercito del Sultano.

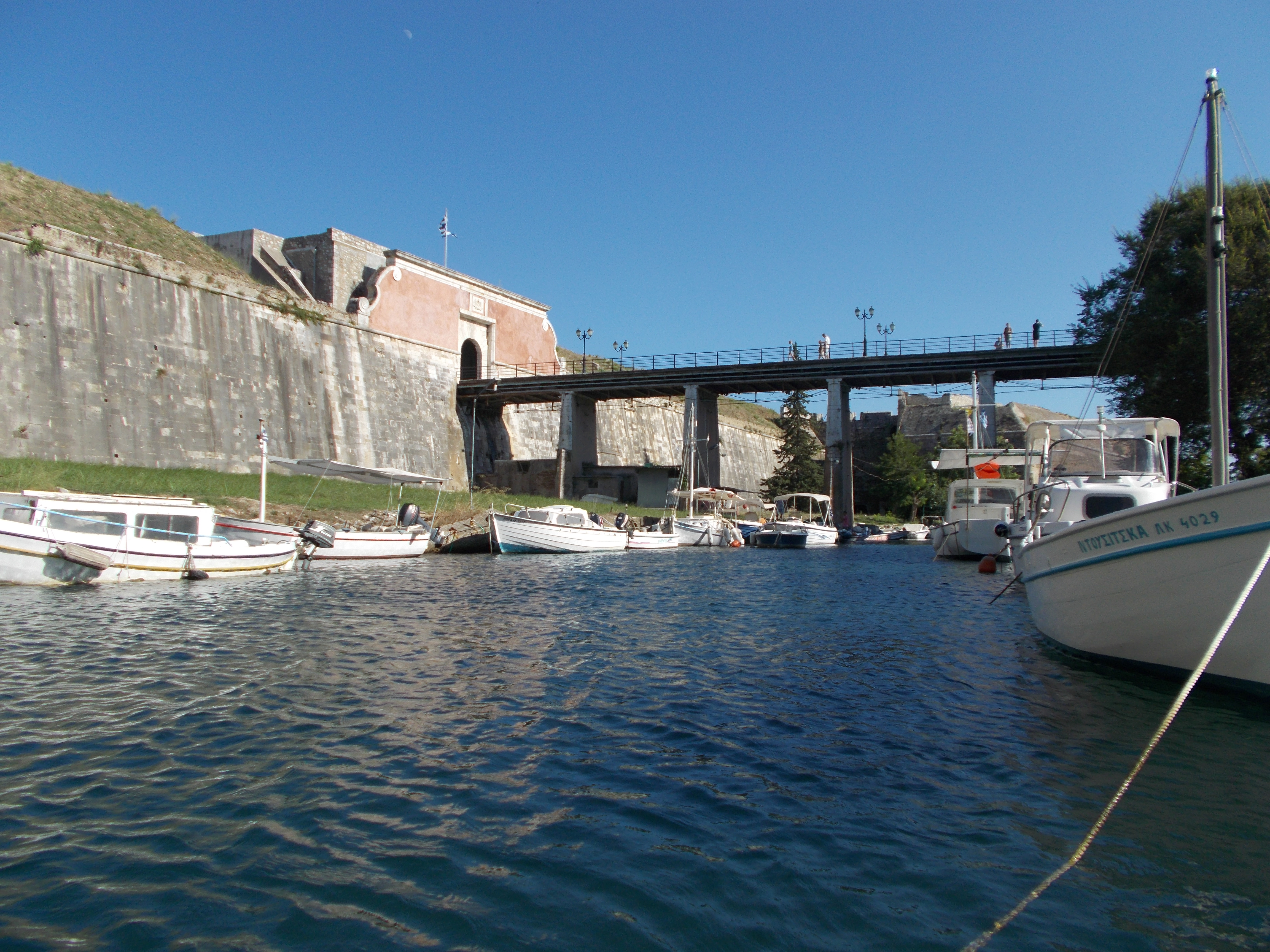
Il ponte della rocca visto da Contrafossa.

Persino alla Fortezza Vecchia donne, bambini e anziani, chiamati dai veneziani gli inutili, furono allontanati e lasciati fuori dalla fortezza a morire o essere ridotti in schiavitù. La ribellione del popolo alle porte del forte fece infuriare i corfioti, che persero fiducia nell'efficacia dei piani difensivi proposti dal governo di Venezia.
La fortezza di Corfù fu difesa con successo dalla sua guarnigione, al pari di Angelokastro. Durante la ritirata, l'esercito ottomano devastò le aree indifese sia della città di Corfù che del resto dell'isola. In totale circa 20.000 persone che non riuscirono a trovare rifugio in nessuno dei due castelli furono uccise o portate via come schiave.

### Assedio del 1571

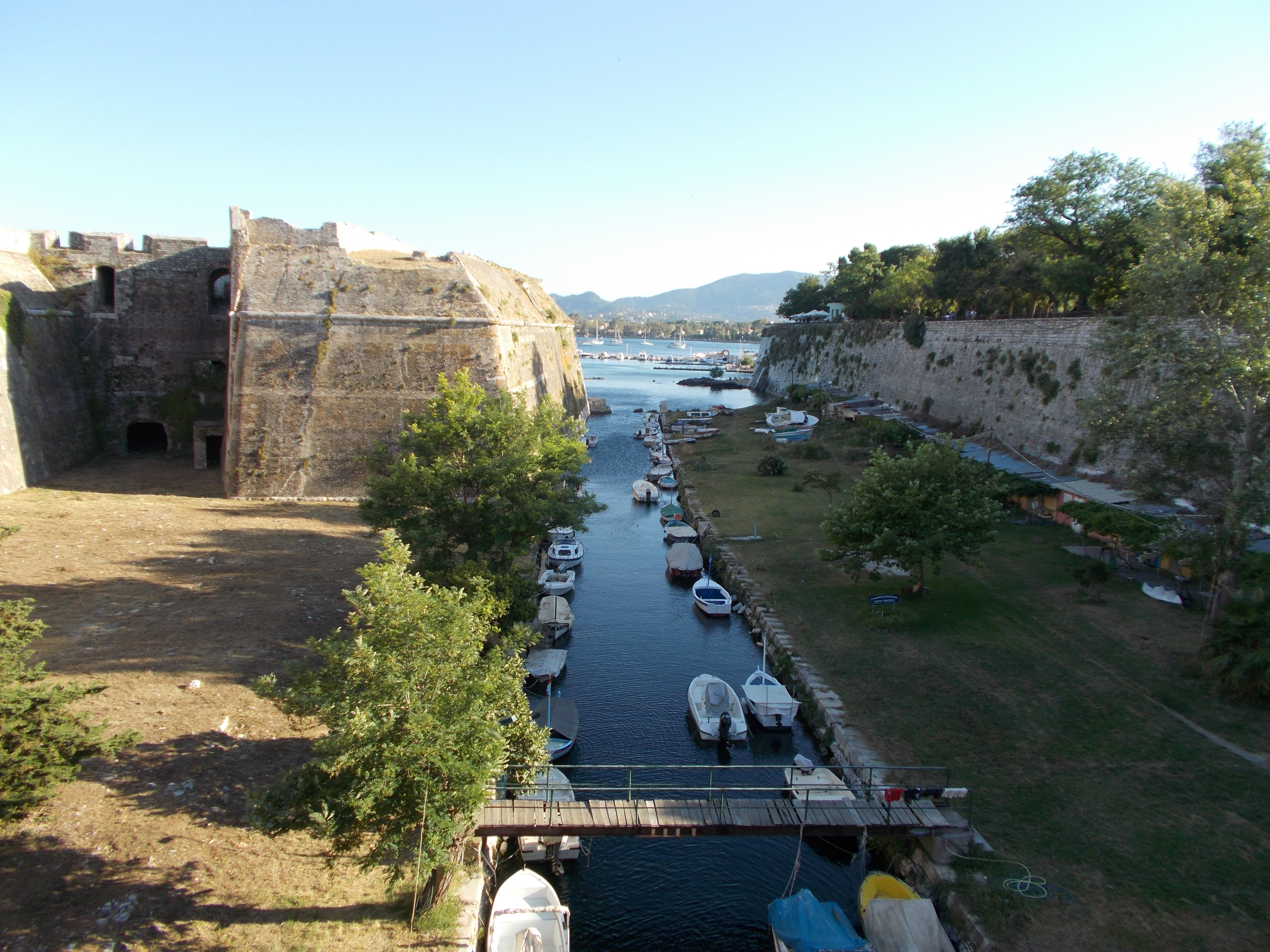
Il lato sud della Contrafossa presso la baia di Garitsa di fronte alle strutture del Club Nautico e Atletico di Corfù (NAOK)

Nell'agosto del 1571 gli ottomani tentarono ancora di conquistare Corfù. Dopo aver conquistato Parga e Mourtos sulla terraferma greca, attaccarono le isole Paxoi, sbarcandovi un contingente.
Un drappello ottomano, in viaggio verso la città, inizialmente occupò e distrusse il villaggio di Potamos. Sebbene il castello della città di Corfù fosse rimasto saldo, il resto di Corfù fu distrutto e la popolazione civile indifesa fuori dai castelli subì pesanti perdite. Case, chiese ed edifici pubblici furono bruciati nelle periferie della città.

### Assedio del 1716
Nel 1716, durante l'ultima guerra ottomano-veneziana, gli ottomani progettarono un nuovo attacco a Corfù. In previsione dell'assedio, Venezia nominò il conte Johann Matthias von der Schulenburg e lo incaricò della difesa del forte. In preparazione all'assedio turco, Schulenburg rafforzò ulteriormente le difese della Fortezza Vecchia.

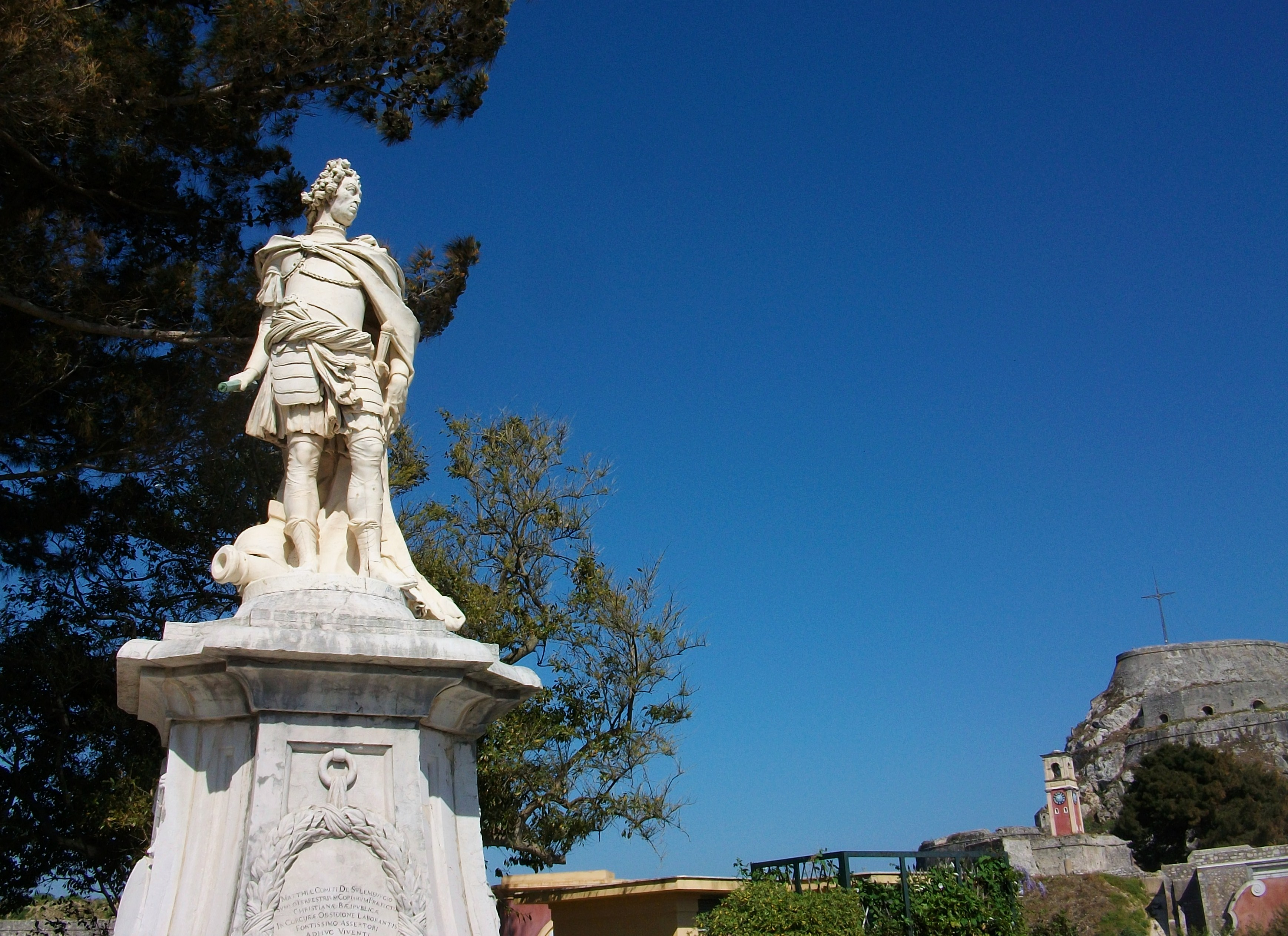
Statua del conte Schulenburg davanti alla fortezza

Il 6 luglio 1716 Kara Mustafa Pasha condusse la flotta ottomana a Corfù per assediare il forte. Gli ottomani nel corso dello sbarco si stabilirono in posizioni strategiche e installarono l'artiglieria situata sulle vicine colline di Avrami e Sarocco, avviando il bombardamento della cittadella.
Dopo feroci combattimenti, durante i quali Schulenburg e la guarnigione corfiota locale si distinsero in battaglia, gli ottomani abbandonarono definitivamente i loro piani e lasciarono Corfù il 19 agosto 1716, dopo un assedio durato sette settimane.
All'indomani dell'assedio, i veneziani guidati dal conte Schulenburg progettarono ulteriori espansioni delle fortificazioni della città e fu presa la decisione di costruire nuovi forti in cima alle colline Avrami e Sarocco per prevenire qualsiasi futuro bombardamento contro il vecchio forte. Fu costruito anche un arsenale a Gouvia per rifornire e riparare la flotta.

## Catastrofe del 1718
Nel 1718 un fulmine colpì la polveriera di Castel da Mare provocando un'esplosione che creò una reazione a catena durante la quale esplosero anche tre depositi di munizioni secondarie, che a loro volta distrussero gran parte degli edifici all'interno del castello, compreso il palazzo del Capitano Generale della fortezza, assieme a molti edifici cittadini.
Il comandante veneziano della fortezza, il capitano Andrea Pisani, fratello del doge di Venezia Alvise Giovanni Mocenigo, morì insieme ad altri suoi colleghi. Centinaia di altre vittime morirono nell'esplosione, in "una delle più grandi catastrofi" della storia di Corfù.
Schulenburg ricostruì la Fortezza Vecchia e costruì due nuovi forti sulle colline Avrami e Sarocco entro il 1721. Questi furono infine demoliti quando Corfù fu unita alla Grecia come richiesto dal Trattato di Londra (1864) 

## Dal Novecento ai nostri giorni
Nel 1923 la Vecchia e la Nuova Fortezza furono bombardate dall'Aeronautica Militare Italiana nel corso dell'Incidente di Corfù.
La fortezza fu utilizzata alla fine della seconda guerra mondiale dai nazisti per imprigionare gli ebrei di Corfù prima della loro deportazione dall'isola. L'8 giugno 1944 agli ebrei di Corfù fu detto di presentarsi la mattina seguente al vecchio forte. Di fronte all'ultimatum, alcuni fuggirono nelle campagne, ma la maggior parte, temendo per le proprie famiglie, si recò la mattina del 9 giugno alla Fortezza Vecchia, come era stato loro detto. Lì, i nazisti li costrinsero a consegnare i loro gioielli e le chiavi delle loro proprietà, e successivamente furono condotti nella prigione all'interno della Fortezza. L'incarcerazione degli ebrei presso le segrete del castello, in condizioni dure e senza servizi rudimentali, si protrasse per giorni fino a quando furono trasportati a Lefkada e poi in successione a Patrasso, Pireo e Haidari, dopodiché 1.800 ebrei corfioti furono deportati nel campo di concentramento di Birkenau su rotaia. Di coloro che furono costretti a lasciare Corfù, 120 alla fine tornarono.
La Fortezza ospita la Biblioteca Pubblica di Corfù che si trova nelle vecchie caserme britanniche. L'area della fortezza viene utilizzata anche per vari tipi di mostre d'arte e rassegne culturali.
Anche l'Hellenic Music Research Lab dell'Università Ionica si trova presso la Fortezza Vecchia.
La Fortezza è stata la location di una scena del film di James Bond Solo per i tuoi occhi in cui la Mercedes del malvagio avversario di Bond, Emile Locque, viene spinta giù da un dirupo da Bond.